# Vikidia
Vikidia je wiki i internetska enciklopedija namijenjena mladima od 8 do 13 godina. Otvorena je za doprinos ljudi svih dobi. Pokrenuta je 14. studenog 2006. godine, a osnivač je Matthias Damour. Enciklopedija ima 17 jezičnih projekata, uključujući francuski, španjolski, talijanski, ruski, engleski, katalonski, baskijski, sicilijanski, njemački, armenski, grčki, portugalski i arapski.

## Povijest
Domena stranice registrirana je 16. studenog 2006. na korisnika Wikipedije Matthiasa Damura, koji je značajno pridonio početku sada već nepostojećeg projekta Wikipedije za mlade. U tom razdoblju stranica ima dva prostora: www.vikidia.org (višejezična početna stranica) i fr.vikidia.org (portal na francuskom jeziku). Prvi članak nastaje sljedeći dan.
Dana 9. travnja 2011. god Stvorena je udruga „Vikidia” (Zakonom o udrugama iz 1901.) koja je postala vlasnik Vikidije.[nedostaje izvor]
Nakon 2008 godine izrađuju se verzije na različitim jezicima: španjolski (od svibnja 2008.), talijanski (od travnja 2012.), ruski (od studenog 2012.), engleski (od prosinca 2013.), sicilijanski i baskijski (od lipnja 2015.), katalonski (od lipnja 2016.), njemački (od kolovoza 2017.), armenski (od listopada 2017.), grčki (od svibnja 2018.), portugalski (od veljače 2021.) i okcitanski (od prosinca 2021.).[nedostaje izvor]

## Vanjske poveznice
- Službena stranica